# 林亨元
林亨元（1909年1月—1996年12月15日），福建福州人，中华民国及中华人民共和国政治人物、法学家和社会活动家。

## 生平
1930年自上海法政学院大学部毕业。北伐时加入中国国民党。1931年加入中国国民党临时行动委员会（即第三党、现农工民主党的前身）。1933年参加蔡廷锴等人领导的“闽变”，失败后到武汉从事律师业务，并掩护中国共产党党员的革命活动。1942年到重庆与沈钧儒、沙千里等人合组“平正法律事务所”，参加民主运动。他还曾任《中央日报》社资料室代主任，《时事新报》报馆经理。1944年11月加入中国民主同盟，1945年加入中国人民救国会。1946年6月加入中国共产党。并在中共中央社会部上海站的领导下，以律师职业作为掩护，从事地下革命活动，多次策动国民党军政人员起义。
中华人民共和国成立后，林亨元历任最高人民法院办公厅副主任，民庭、刑庭副庭长。1957年反右运动中，被打成右派。1958年6月3日，第一届全国人民代表大会常务委员会决定，撤销右派分子贾潜的最高人民法院审判委员会委员、庭长的职务；撤销右派分子林亨元、朱耀堂的最高人民法院副庭长的职务；撤销右派分子刘寅夏的最高人民法院审判委员会委员、审判员的职务；撤销右派分子杨显之、张向前、郝绍安、田明中的最高人民法院审判员的职务。
中共十一届三中全会后，历任第五届全国人大常委会法制委员会委员，香港特别行政区基本法起草委员会委员，中国人民政治协商会议全国委员会第五、八届委员、第六、七届常委，第七、八届全国政协社会与法制委员会副主任，民盟中央常委、执行局委员、办公厅副主任、组织部长、研究室主任，民盟中央参议委员会常务副主任、法制委员会主任。他曾参加《中华人民共和国刑事诉讼法》和《中华人民共和国民法》的审议、起草和修改工作。
1996年12月15日，林亨元在北京病逝，享年88岁。林亨元逝世后，费孝通、王兆国、钱伟长、钱正英等以不同方式表示哀悼，并向亲属表示慰问。12月26日，林亨元的遗体在北京火化。

## 著作
林亨元发表的主要文章有：
- 《宪法修改原则》
- 《宪法之基本条件》
- 《中国需要制定一部比较完善的民法》
- 《民法是保障两个文明建设的武器》[2]